# Monotoma angusticeps
Monotoma angusticeps es una especie de coleóptero de la familia Monotomidae.

## Distribución geográfica
Habita en Kirguistán.